# Libertariánský konzervatismus
Libertariánský konzervatismus je směr politického myšlení, který je směsí pravicové odnože libertarianismu a konzervatismu. Oceňuje především negativní svobody k dosažení konzervativních společenských cílů. Tato odnož konzervatismu se nejvíce prosadila v zemích, kde existuje silná tradice klasického liberalismu, tj. ve Velké Británii a hlavně v USA. Největší rozmach zažil v období po druhé světové válce jako reakce na silnou expanzi státu. Frank Meyer, jeden z jeho čelných amerických představitelů, nazval tuto kombinaci „fusionismem“.  Jedná se tedy o spojení ekonomických principů jako je fiskální disciplína, obrana soukromého vlastnictví, volného trhu a důrazem na minimální stát v kombinaci s celkovou orientací na tradiční hodnoty. 

## Představitelé libertariánského konzervatismu
Mezi politickými teoretiky můžeme za libertarianské konzervativce označit např. Miltona Friedmana, Friedricha Hayeka, Ludwig von Misese a Alberta Jay Nocka. Mezi politiky odpovídá tomuto označení bývalý americký kongresman Ron Paul, jehož politické postoje jsou směsicí libertarianismu a paleokonzervatismu.  